# Das Netz – Prometheus
Das Netz – Prometheus (internationaler Titel The Net Austria, Arbeitstitel Das Netz – George) ist der österreichische Ableger der international koproduzierten Fernsehserie Das Netz. Die Hauptrollen verkörpern Tobias Moretti, Angel Coulby und Benjamin Sadler. Die Veröffentlichung ist am 28. Oktober 2022 in der ARD Mediathek, ab dem 1. November 2022 auf ServusTV und ab dem 17. November 2022 im Ersten vorgesehen. Regie führten Andreas Prochaska (Folgen 1–4) und sein Sohn Daniel Prochaska (Folgen 5–8), das Drehbuch schrieb Martin Ambrosch.

## Handlung
Georg Trotter ist ein ehemaliger Fußballprofi, dem der große Erfolg als Spieler verwehrt blieb. Einen Namen machte er sich nach Ende seiner aktiven Fußballkarriere als Dopingjäger und Arzt. Aus der Bahn warf ihn der Unfalltod seines Sohnes Ben einige Jahre zuvor; die Ehe der Trotters droht zu scheitern.
Nachdem Georg von Andreas Müller, einem alten Freund, die Leitung einer neu errichteten Klinik in den österreichischen Alpen angeboten wird, sieht er für sich und seine Frau Diana eine Chance auf einen Neustart. Talentierte Nachwuchsspieler sollen in der Klinik mit erlaubten Methoden zu den weltbesten Spielern geformt werden, Georg hat diesbezüglich Zweifel und deckt einige Machenschaften auf.
Georgs ehemaliger Teamkollege Jeremy Hall behauptet außerdem, dass der Tod seines Sohnes kein Unfall war, sondern ein gezielter Anschlag.

## Produktion und Hintergrund
Gedreht wurde Das Netz – Prometheus vom 31. Mai bis zum 30. Oktober 2021 in Wien, Bad Gastein, Salzburg und Liverpool.
Produziert wurde Prometheus von der österreichischen MR Film (Produzenten Oliver Auspitz und Andreas Kamm) in Ko-Produktion mit ServusTV, ARD Degeto und der Netz GmbH. Unterstützt wurde die Produktion vom Fernsehfonds Austria, dem Filmfonds Wien und dem Land Salzburg.
Die Kamera führte Matthias Pötsch, die Montage verantworteten Karin Hartusch, Alarich Lenz und Markus Hautz und das Casting Nicole Schmied und Alice Purser. Die Musik schrieb Matthias Weber. Den Ton gestalteten Thomas Szabolcs und Wolfgang Wanderer, das Szenenbild Gerhard Dohr, Michael Ramharter und Katrin Huber, das Kostümbild Christine Ludwig und die Maske Luana Lewinski, Karin Steinhäuser, Valerie Rossacher und Scharka Cechova.

## Rezeption
Im Schnitt verfolgten 129.000 Zuschauer die Erstausstrahlung der ersten Folge auf ServusTV, die zweite Episode wurde von 131.000 Menschen gesehen.
Martina Kalweit vergab auf tittelbach.tv vier von sechs Sternen. Das Netz – Prometheus wachse sich zu bald einem Krimi mit Sci-Fi-Touch aus, sei aber weniger wendungsreich als Spiel am Abgrund. Die Rollen von Gut und Böse seien klar verteilt. Punktabzug gebe es für eine nicht nachvollziehbare Allianz zu Anfang, für ein kitschiges Bild am Ende und für einige Figuren, die dem Diktat der Coolness folgend nur als bedeutungsschwanger ausgeleuchtete Gesichter dabei seien.
Tilmann P. Gangloff meinte in der Frankfurter Rundschau, Prometheus biete eine fesselnde Mischung aus Science Fiction, Krimi und Medical-Thriller. Im Vergleich zu Spiel am Abgrund nehme Prometheus einen deutlich längeren Anlauf und erreiche auch nicht die inhaltliche Dichte; die Serie wirke insgesamt ruhiger erzählt. Die Bildgestaltung sei vorzüglich, Tobias Moretti und Benjamin Sadler bildeten als Mit- und Gegenspieler ein ausgezeichnetes Team.
Eric Leimann (Weser Kurier/teleschau) schrieb, ein wenig mehr Psychologie und charakterliche Tiefe hätte vielen Figuren gutgetan. Tobias Moretti und Angel Coulby spielten ihre ambivalente Liebesbeziehung großartig. Ihnen nehme man ihre Parts ab, was nicht bei allen Figuren der hochwertig gefilmten Near-Future-Erzählung so sei.
Oliver Armknecht vergab auf film-rezensionen.de sechs von zehn Punkten, Prometheus sei eine grundsätzlich unterhaltsame Thrillerserie. Realismus solle man dabei nicht erwarten, Nuancen ebenso wenig. Die düsteren Geheimnisse, die nach und nach aufgedeckt werden, sorgten aber zumindest für Beschäftigung.

## Auszeichnungen und Nominierungen
Romyverleihung 2023
- Nominierung in der Kategorie Beliebtester Schauspieler Serie/Reihe (Peter Lohmeyer)[14]
- Nominierung in der Kategorie Beste Serie TV/Stream[15]
- Nominierung in der Kategorie Beste Produktion (Oliver Auspitz und Andreas Kamm, MR Film, ServusTV, Degeto Film)